# Candy
Candy a fost o formație de muzică pop - dance din România.

### Istoric
Apărută în anul 2000, trupa este înființată de Laurențiu Duță și le are în componență pe Claudia Pavel, Giulia Anghelescu și Elena Vasilache (sub pseudonimul Selena). În același an apare primul album al trupei, numit Candy. La sfârșitul anului însă, Claudia Pavel părăsește trupa dedicându-se unei cariere solo, ulterior activând sub titulatura Cream. În 2001 apare cel de-al doilea album, O seară perfectă, în noua formulă Giulia, Selena și Monica Andrei. Anul următor apare și al treilea album numit De vis, iar Selena părăsește formația. La începutul anului 2003 apare discul Best of Candy, iar în formula de duet Giulia și Monica, în vara aceluiași an apare albumul Poveste. La sfârșitul lui 2003 însă Giulia renunță la proiectul Candy. Formația e dizolvată și reconstituită de Monica, alături de alte trei colege: Elena Niciu, Andrada și Lucia Radu. În 2004, se lansează albumul numit Clipa de azi. La sfârșitul anului 2004 însă trupa își schimbă din nou componența, Andrada și Lucia Radu părăsind trupa simultan, în locul lor venind alte 2 fete, una dintre ele fiind Monica Ene, fosta membră a trupelor Angels și Viva, și Teodora Mărginean, fosta membră a trupei Viva. Împreună lansează piesele Împreună și Candy, aceasta din urmă fiind și ultimul clip al trupei.

## Componența
- Claudia Pavel (2000)
- Elena Vasilache (2000-2002)
- Giulia Anghelescu (2000-2003)
- Monica Andrei (2001-2006)
- Elena Niciu (2003-2006)
- Teodora Mărginean (2004-2005)
- Monica Ene (2004)
- Lucia Radu (2003-2004)
- Andrada (2003-2004)

## Albume

### Candy (2000)
- Lasă-mă în pace
- Mergem la mare
- Ești indiferent
- Lasă-mă în pace (extended version)
- Sunt fata care îți place
- Nu mai vreau singurătate

### O seară perfectă (2001)
- De ce nu înțelegi ?
- N-am să uit
- Cândva
- Nu ne place școala
- O poveste de iubire
- Nu te pot ierta
- În noaptea de Crăciun
- Nu pot să cred
- O seară perfectă
- Ești băiatul care-mi place

### De vis (2002)
- Seara îți pare rău
- Te iert
- N-am să uit (DJ Funky 2002 RMX)
- Spune-mi
- De câte ori
- De ce ?
- Ce va fi...
- Doar un vis
- Prințul viselor
- Căzut din cer

### Poveste (2003)
- Heyla
- Cine ești ?
- Poveste
- Ochii tăi
- Primul sărut
- Rămâi
- Nu renunța
- Vreau să dansez
- Fitze
- Obraznic
- Heyla (radio version)
- Heyla (club edit)
- Heyla (special remix)

### BEST OF (2003)
- Căzut din cer
- Lasă-mă în pace
- Seara îți pare rău (Happy Salsa Remix)
- Sunt fata care îți place
- Mergem la mare
- Căzut din cer (Marius Moga Mix)
- O seară perfectă
- Ești băiatul care-mi place
- N-am să uit (DJ Funky 2002 RMX)
- Nu mai vreau singurătate
- Seara îți pare rău (radio edit)
- Căzut din cer (DJ Unu' In the Mix)
- N-am să uit

### Clipa de azi (2004)
- Dimineți de vară
- Clipa de azi
- Vreau să cred
- Te-am visat
- Vino, ploaie
- Hit de radio
- Iubirea mea
- O nouă zi